# Abrigos rocosos de Chiribiquete
Los abrigos rocosos de Chiribiquete son yacimientos arqueólogicos hallados en la Sierra de Chiribiquete en Colombia. Estos abrigos y cuevas registraron presencia humana desde el período paleoindio. Los más notables encontrados son:
- Abrigo de los Arcos, que registra los restos más antiguos de presencia humana, posiblemente, de más de 20 mil años.[1]
- Abrigo de los Jaguares[2]
- Abrigo de los Chigüiros
- Abrigo del Paujil
- Abrigo de los Lagos
- Cueva del Valle de las Pirámides

Las excavaciones en la zona norte de la sierra y los y perfiles estratigráficos realizados han permitido documentar una serie de fechas y sedimentos que están muy por debajo del nivel del suelo holocénico y evidencias de fogones.

## Pinturas

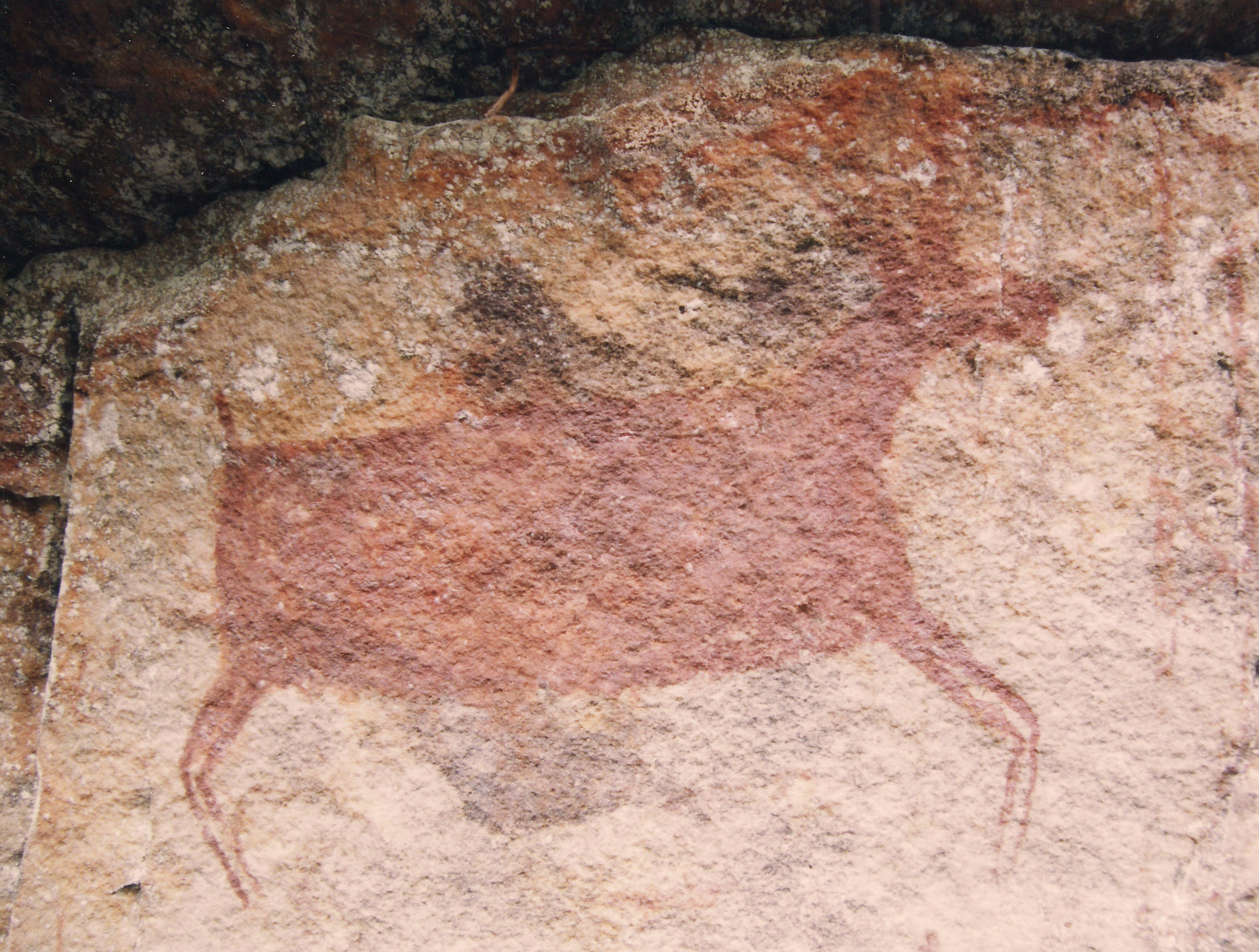
Venado representado en el Chiribiquete

Los abrigos de Chiribiquete son excepcionalmente ricos desde el punto de vista histórico-cultural, por su arte pictográfico rupestre y sus características arqueológicas. En más de 36 abrigos rocosos, de diferente tamaño y ubicación, se han identificado más de 250 000 dibujos, que conforman el mayor hallazgo de pictografías rupestres amazónicas. Las más antiguas datan de 19 510 años antes del presente.
Sobresale la presencia de figuras humanas como cazadores o guerreros, que pasan desde lo simbólico y esquemático, hasta lo naturalista. También destaca la presencia de animales como el jaguar, representados en las etapas más antiguas de forma naturalista y posteriormente en forma figurativa y abstracta. A veces se representa la utilización de plantas narcóticas y psicotrópicas.
El más notorio elemento del acervo material arqueológico son las pinturas rupestres. La escasez de materiales líticos, la reducida importancia de las cerámicas y la falta de más evidencia diferente a la masiva expresión pictográfica, demuestra que el uso del sitio no era utilitario ni doméstico, sino artístico, sagrado y restringido. Esta Tradición Cultural Chiribiquete se consolidó a través de varios milenios.

## Cronología
Las prospecciones y las excavaciones arqueológicas han permitido diferenciar cinco períodos:
- Reciente: siglo XVII, posible poblamiento carijona, cerámica y algunas pictografías.
- Tardío: 2750 a 550 años AP (750 a. C.-1450), pinturas rupestres, tintes, fogones, lascas, figuras de hueso, semillas, cerámica.
- Intermedio: 5560 a 4700 AP, tintes (ocre y resinas), lascas, fogones, huesos, semillas.
- Temprano: 19 510 años AP, rocas pintadas, tintes, fogones, semillas, huesos.
- Sin presencia cultural: más de 24 000 años AP.